# Jacques Steyn
Jacques Steyn (la Haia, 25 d'agost de 1954) és un director de fotografia i cineasta neerlandès.

## Biografia
Jacques Steyn va treballar primer com a tècnic d'il·luminació i assistent de càmera al cinema. A finals de la dècada de 1970 va arribar a Alemanya i va treballar com a cap de càmera de televisió i a partir de 1980 també al cinema. El seu primer premi va arribar el 1983 al XVI Festival Internacional de Cinema Fantàstic de Sitges i el 1984 va guanyar el premi a la millor fotografia als Deutscher Filmpreis per Buit; després també va treballar en produccions cinematogràfiques internacionals. Fins i tot va obtenir bones crítiques per altres pel·lícules, p. per a Dschungelgold ("fotografia excepcional que captura la sensualitat del món de la selva exòtica". Des de finals de la dècada de 1980, Steyn només ha estat contractat per a produccions de televisió i vídeo als EUA.

## Filmografia
- 1980: Total vereist
- 1981: Feuer und Schwert - Die Legende von Tristan und Isolde
- 1982: Dabbel Trabbel
- 1982: Der steinerne Fluß
- 1982: Jaipur Junction
- 1982: Sei zärtlich, Pinguin
- 1984: Buit
- 1984: Tränen in Florenz
- 1985: Operation Dead End
- 1986: Killing Cars
- 1986: Cros –
- 1987: Bay Cove
- 1987: Dschungelgold – Cayenne Palace
- 1987: Nightmare at Bitter Creek
- 1989: Big Bad Man
- 1989: Kill me again
- 1989: Courage Mountain